# Ян Остроруг (письменник)
Ян Остроруґ гербу гербу Наленч (пол. Jan Ostroróg; 1436 — 1501, Гродзиськ-Великопольський) — польський магнат, політичний діяч Речі Посполитої, письменник-гуманіст.

## Життєпис
Походив з магнатської родини Остророгів. Син познанського воєводи Станіслава Остроруга. Замолоду вирушив навчатися за кордон. Студіював в Ерфуртському та Болонському університетах. У 1459 році отримав докторський ступінь із права. У 1462 році повернувся до Польщі. Тут отримав посаду каштеляна мендзижецького та сенатора Польського королівства. Згодом став радником королів з династії Ягеллонів: спочатку Казимира IV, потім Яна I Ольбрахта. Спонукав їх до проведення політики щодо централізації влади, приборкання магнатів, а також проти німецького впливу у країні. У 1500 році став познанським воєводою, 1501 року помер у м. Гродзиськ-Великопольський.

## Творчість
Головним твором Я. Остроруга є «Меморандум про устрій Речі Посполитої», який він завершив у 1477 році. Тут зібранні його думки щодо політичних, правових засад існування держави, місце в цьому людини. Був прихильником міцної королівської держави, зауважував про необхідність реформ у католицької церкви, відстоював рівність усіх станів перед законом, скасування тортур. Державні чини та посади, на думку магната-письменника, повинні отримуватися не у відповідності від походження, а відповідно до знань й здібностей. Рішуче заперечував практику спадковості вищих державних посад. Виступав проти застосування латини та німецької мови у листуванні та складанні державних паперів. Зауважував необхідність проведення муніципальної реформи — наданню більших прав містам, зокрема магдебурзького. Для зміцнення держави пропонував впровадити загальну військову повинність.

## Родина
Дружина — Гелена (?—?), донька Вацлава II, князя Рациборського. Діти:
- Вацлав (д/н—1527) — каштелян каліський з 1519 року, дружина — Уршуля з Кутна Потоцька (†1544/1549; шлюб після 1506 р.)[2]
- Станіслав (д/н—1519) — каштелян каліський